# Sobreira (Buazo)
Sobreira (en gallego y oficialmente, A Sobreira) es una aldea española situada en la parroquia de Buazo, del municipio de Boimorto, en la provincia de La Coruña, Galicia.

## Demografía
| Gráfica de evolución demográfica de Sobreira entre 2000 y 2022 |
|                                                                |
| Datos según el nomenclátor publicado por el INE.               |